# Nam Khê, Nghi Tân
Nam Khê (chữ Hán giản thể: 南溪县 Hán Việt: Nam Khê khu) là một khu của địa cấp thị Nghi Tân, tỉnh Tứ Xuyên, Cộng hòa Nhân dân Trung Hoa. Được gọi là "Vạn Lý Trường Giang Đệ nhất huyện". Khu này có diện tích 704,3 km2, dân số 410.000 người. Địa hình khu này chủ yếu là đồi núi, độ cao tương đối so với mực nước biển là 254–592 m, lượng mưa bình quân năm 1076 mm, nhiệt độ bình quân 18,1 độ C, bình quân mỗi năm có 1170 giờ nắng, 351 ngày không có sương. Huyện Nam Khê có lịch sử hơn 1400 năm. Huyện Nam Khê là quê hương của nhà thư pháp Bao Bật Thần, nhà cách mạng Tôn Bính Văn. Nam Khê được đổi từ huyện sang khu từ ngày 28 tháng 7 năm 2011